# William Carlucci
Pour les articles homonymes, voir Carlucci.
William Carlucci, né le 3 juin 1967, est un rameur d'aviron américain. 

## Carrière
William Carlucci participe aux Jeux olympiques de 1996 à Atlanta et remporte la médaille de bronze avec le quatre sans barreur poids légers américain composé de Jeff Pfaendtner, David Collins et Marc Schneider.